# 基马尼·马鲁格
基马尼·恩甘加·马鲁格（约1920年—2009年8月14日）拥有最老开始上小学的吉尼斯世界纪录—2004年1月12日他开始读小学一年级，那年他84岁。  虽然他没有文件证明他的年龄，但马鲁格认为自己在1920年出生。

## 在校时间
马鲁格加入了位于肯尼亚埃爾多雷特的Kapkenduiywo小学；他说，政府在2004年宣布的普及而免费的基础教育促使他入学。
2005年，马鲁格作为一个模范学生，被选为了学校的学生会主席。
2005年9月，马鲁格第一次登上飞机，前往纽约市向联合国千年发展峰会讲述免费基础教育的重要性。

## 遭劫
在2007-2008年肯亞危機中马鲁格的钱被偷走，他曾考虑过退学。 2008年年初，他住在距他的学校四公里的一个难民营，据说在那里他是一个小名人，但他仍每天到课。 2008年6月，他迁往首都奈洛比。
2008年6月，马鲁格被迫退学，搬迁到老年人退休之家。 然而不久之后的2008年6月10日，马鲁格在位于内罗毕Kariobangi区的Marura小学再次上起了六年级。

## 电影
一部关于基马尼·马鲁格的故事片《一年级生》于2011年5月13日发布，由奥利华·尼东度和娜奥米·哈里斯主演。这部英国制作的电影拍摄的位置在肯尼亚的东非大裂谷，尽管此前有报道称其将在南非拍摄。
导演贾斯廷·查德威克说：“我们可以在南非拍摄，但是肯尼亚这个地方的孩子和与我们一起完成这部电影的人们，有着这种难以置信的莫名能量。”

## 洗礼
2009年5月24日星期日，马鲁格在位于Kariobangi的天主圣三堂受洗，并洗了个教名“史蒂芬”。
马鲁格后来使用輪椅。
马鲁格在妻子死亡后一直没有再娶，同时也是一个杰出的祖父（他三十个孙子中的两个就读同一所学校）。他在1950年反对英国殖民者的茅茅起義中参与战斗。

## 去世
马鲁格在2009年8月14日在内罗毕的肯雅塔国家医院死于胃癌。 他被安葬在他位于Subukia的农场。

## Google涂鸦
2015年1月12日，在他第一天上学的11周年纪念日，Google的主页Google涂鸦是关于基马尼·马鲁格的。